# TT-plaatvloer
Een TT-plaatvloer is een systeemvloer die opgebouwd is als een betonnen vloer van prefab betonnen elementen met twee ribben aan de onderzijde waardoor het per element een TT-vorm heeft. De bovenplaat is betrekkelijk dun en de ribben zijn gemaakt van voorgespannen beton.

## Aspecten
Door de vorm van de vloer lijkt het op een betonnen versie van de houten balklaag. Deze systeemvloer is echter een variant van de ribcassettevloer. Het verschil tussen beide vloeren is dat de ribcassettevloer meer en kortere ribben heeft. Door de statische vorm van de vloer is de vloer uitermate geschikt om grote overspanningen te realiseren tot circa 28 meter. De overspanning is afhankelijk van de hoogte van de flens (poot). De TT-plaatvloer is vanwege de grote overspanningen geschikt voor utiliteitsbouw en de infra. De vloeren worden onderling aan elkaar gekoppeld door een druklaag en een gelaste verbinding. Trekkrachten worden door de elementen opgenomen. TT-plaatvloeren zijn in staat hoge belastingen op te nemen.

## T-plaatvloer
Er is ook een variant op de TT-plaatvloer met een enkele rib per element genaamd de T-plaatvloer. Deze elementen hebben echter een minder stabiele oplegging wat tijdens transport en montage en na de uitvoering een minder gewenste situatie oplevert.